# Constantin Ier (métropolite de Kiev)
Pour les articles homonymes, voir Constantin Ier.
Constantin Ier fut patriarche de Kiev et de toute la Rus' de 1156 à 1159.